# Jean-Baptiste Drouet

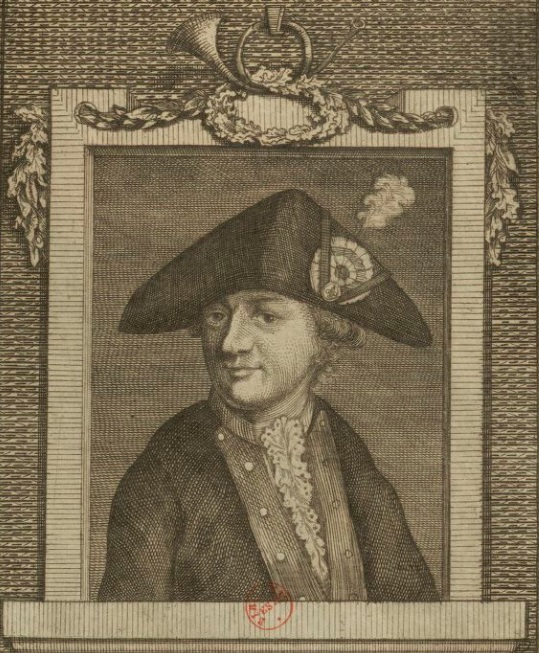
Jean-Baptiste Drouet

Jean-Baptiste Drouet (Sainte-Menehould, 8 januari 1763 – Mâcon, 10 april 1824), was een Frans revolutionair, die zijn bekendheid vooral dankt aan zijn rol bij de aanhouding van Lodewijk XVI op 21 juni 1791, tijdens diens vlucht naar Varennes.

## Herkenning en arrestatie van Lodewijk XVI
Drouet was postmeester te Sainte-Ménehould wanneer op 21 juni 1791 een voor die tijd luxueuze berline en een klein rijtuig halt hielden bij de stopplaats waarvoor hij verantwoordelijk was. De berline had zes passagiers en het rijtuig twee. Drie bedienden in gele livrei begeleidden het gezelschap. De reizigers waren erg gehaast. Een uur later kwam een vermoeide ruiter aan op de stopplaats. Hij vertelde dat hij door de Garde Nationale verwittigd was dat de koning 's nachts Parijs ontvlucht was, en dat hij in hun opdracht de verschillende stopplaatsen in de streek afspeurde op zoek naar de koning.
Jean-Baptiste Drouet legt de link met de berline die eerder voorbij was gekomen. Het aantal reizigers stemde overeen met de informatie van de ruiter. Hij herinnerde zich dat het konvooi op weg was naar Varennes-en-Argonne. Samen met zijn vriend Jean-Chrisosthome Guillaume vertrok hij te paard, en verwittigde hij de burgemeester en de commandant van de Garde Nationale van Varennes-en-Argonne. Hij organiseerde de controle van de berline van de koning en diens familie. Gedurende de hele nacht stelde hij alles in het werk om het vertrek van de koning uit Varennes te verhinderen tot de komst van de aide-de-camp van La Fayette, die de koning arresteerde overeenkomstig het besluit van de Assemblée in zijn bezit.
Drouet bracht spoedig verslag uit van zijn actie bij de grondwetgevende vergadering, die hem hiervoor een beloning van dertigduizend pond toewees.

## Verdere loopbaan
In september 1792 werd hij verkozen als lid van de Nationale Conventie waar hij zetelde in de fractie van de Montagnards. Hij werd benoemd als lid van de Commissie van Vierentwintig die belast was met het inventariseren van de documenten van Lodewijk XVI teruggevonden in de ijzeren kast. Tijdens het proces tegen de koning stemde hij voor de doodstraf en tegen de opschorting van uitvoering. In de zaak Marat sprak hij zich uit tegen de inbeschuldigingstelling van deze laatste. Hij was voorstander van een harde republikeinse koers, en stelde: "Laten we zo nodig, struikrovers zijn, voor het heil van het volk (Soyons brigands, s'il faut l'être, pour le salut du peuple)". In 1793 werd hij als commissaris bij het leger gestationeerd in het noorden van Frankrijk. Bij het beleg van Maubeuge door de prins van Coburg werd hij door de Oostenrijkse troepen gevangengenomen. In december 1795 werd hij samen met een aantal andere revolutionairen vrijgelaten, als tegenprestatie voor de vrijlating van de koningsdochter Marie-Thérèse door de Fransen.
Na zijn vrijlating werd Drouet opgenomen in de Raad van Vijfhonderd, maar zijn politieke denkbeelden spoorden niet met de ideologie van individuele verantwoordelijkheid die hoogtij vierde onder het Directoire. Op beschuldiging van deelname aan de Samenzwering der Gelijken geleid door Gracchus Babeuf, werd hij op 10 mei 1796 gearresteerd. In afwachting van zijn proces ontsnapte hij op mysterieuze wijze. Toen de jury hem op 26 mei 1797 bij verstek vrijsprak, had hij al de Canarische Eilanden bereikt. Op Tenerife hielp hij in juli 1797 een Britse invasie door de vloot van Horatio Nelson af te weren. Op het nieuws van zijn vrijspraak haastte hij zich terug naar Frankrijk.
In 1807 ontving Drouet uit de handen van Napoleon Bonaparte het Legioen van Eer. Hij werd benoemd tot onderprefect in Sainte-Ménehould. In die hoedanigheid leidde hij tijdens de Franse veldtocht van 1814 een groep vrijschutters die de achterhoede van de geallieerde troepen bestookte.
Tijdens de Restauratie werd hij getroffen door de wet die alle personen betrokken bij de "moord" op Lodewijk XVI verbande. Liever dan zijn land te verlaten, dook hij onder en leefde hij onder de valse naam Jean-Baptiste Troué verder te Mâcon, waar hij in 1824 overleed.
- Bibliothèque nationale de France: cb12372117w (data)
- Gemeinsame Normdatei: 128510226
- International Standard Name Identifier: 0000 0000 8392 7637
- Library of Congress Control Number: nr92029031
- Base Léonore: LH//806/20
- Nationale Bibliotheek van Israël: 987007283296205171
- Nederlandse Thesaurus van Auteursnamen: 172358221
- Istituto Centrale per il Catalogo Unico: IEIV028105
- SNAC: w6z90s5c
- Système universitaire de documentation: 050548794
- Trove: 1486508
- Virtual International Authority File: 71470774
- WorldCat: E39PBJjCWjgGtyBxVyQYWKbw4q